# Hoplitis basingeri
Hoplitis basingeri là một loài Hymenoptera trong họ Megachilidae. Loài này được Timberlake & Michener mô tả khoa học năm 1950.